# Bulgarische Badmintonmeisterschaft 2023
Die Bulgarische Badmintonmeisterschaft 2023 fand vom 2. bis zum 5. Februar 2023 in Sofia statt.

## Medaillengewinner
| Disziplin    | Gold                           | Silber                             | Bronze                                 |
| ------------ | ------------------------------ | ---------------------------------- | -------------------------------------- |
| Herreneinzel | Daniel Nikolov                 | Ivan Rusev                         | Peyo Boichinov                         |
| Herreneinzel | Daniel Nikolov                 | Ivan Rusev                         | Vasil Paskov                           |
| Dameneinzel  | Stefani Stoeva                 | Kaloyana Nalbantova                | Gergana Pavlova                        |
| Dameneinzel  | Stefani Stoeva                 | Kaloyana Nalbantova                | Tanja Ivanova                          |
| Herrendoppel | Daniel Nikolov Peyo Boichinov  | Stilijan Makarski Martin Hlebarski | Ivan Rusev Ilian Stojnov               |
| Herrendoppel | Daniel Nikolov Peyo Boichinov  | Stilijan Makarski Martin Hlebarski | Vasil Paskov Danail Balkanski          |
| Damendoppel  | Gabriela Stoeva Stefani Stoeva | Kaloyana Nalbantova Diana Makarska | Michaela Zlatanova Gergana Pavlova     |
| Damendoppel  | Gabriela Stoeva Stefani Stoeva | Kaloyana Nalbantova Diana Makarska | Tsvetina Popivanova Mihaela Chepisheva |
| Mixed        | Daniel Nikolov Stefani Stoeva  | Stilijan Makarski Diana Makarska   | Ivan Rusev Kaloyana Nalbantova         |
| Mixed        | Daniel Nikolov Stefani Stoeva  | Stilijan Makarski Diana Makarska   | Stefan Garev Gergana Pavlova           |